# Měšice (okres Praha-východ)
Obec Měšice (něm. Mieschitz) se nachází v okrese Praha-východ, kraj Středočeský. Rozkládá se asi patnáct kilometrů severovýchodně od centra Prahy a dvanáct kilometrů západně od města Brandýs nad Labem-Stará Boleslav. Sousedí s obcemi Líbeznice, Hovorčovice, Zlonín, Mratín, Veleň a s obcí Sluhy, všechny tyto obce leží v okrese Praha-východ. Žije zde přibližně 2 200 obyvatel.
Katastrální území, místní pošta a železniční stanice se nazývají Měšice u Prahy.

## Historie
První písemná zmínka o obci pochází z roku 1294, kdy patřila pražským johanitům. Mezi pozdějšími majiteli byl v 15. století Zdeněk ze Šternberka, do roku 1547 Staré město pražské, roku 1616 Jan z Černhauzu, po němž je zdědili Nosticové. 
Na místě středověké tvrze postavil v letech 1767–1790 hrabě František Antonín z Nostic-Rienecku rokokový zámek podle plánů Antonína Haffeneckera. 
Roku 1776 byl na zámku postaven první hromosvod v Čechách a v letech 1776–1787 zde pobýval Josef Dobrovský jako domácí učitel.

## Obecní správa

### Územněsprávní začlenění
Dějiny územněsprávního začleňování zahrnují období od roku 1850 do současnosti. V chronologickém přehledu je uvedena územně administrativní příslušnost obce v roce, kdy ke změně došlo:
- 1850 země česká, kraj Praha, politický okres Karlín, soudní okres Brandýs nad Labem[5]
- 1855 země česká, kraj Praha, soudní okres Brandýs nad Labem[5]
- 1868 země česká, politický okres Karlín, soudní okres Brandýs nad Labem[5]
- 1908 země česká, politický i soudní okres Brandýs nad Labem[6]
- 1939 země česká, Oberlandrat Mělník, politický i soudní okres Brandýs nad Labem[7]
- 1942 země česká, Oberlandrat Praha, politický i soudní okres Brandýs nad Labem[8]
- 1945 země česká, správní i soudní okres Brandýs nad Labem[9]
- 1949 Pražský kraj, okres Brandýs nad Labem[10]
- 1960 Středočeský kraj, okres Praha-východ[11]

V letech 1850–1878 k obci patřila Veleň.

## Společnost
V obci Měšice u Prahy (670 obyvatel, poštovní úřad a telegrafní úřad) byly v roce 1932 evidovány tyto živnosti a obchody: družstvo pro rozvod elektrické energie v Měšicích u Prahy, holič, 4 hostince, středočeské konsumní družstvo, malíř pokojů, obuvník, povozník, 6 rolníků, 2 řezníci, sadař, skladištní družstvo, 3 obchody se smíšeným zbožím, 2 trafiky, 2 truhláři, 2 obchody s uhlím, velkostatek, zahradník.

## Pamětihodnosti
- Rokokový zámek Měšice s pozoruhodnou sochařskou i malířskou výzdobou a anglickým parkem, dnes léčebna dlouhodobě nemocných.
- Jednotně komponované hospodářské budovy naproti zámku z 18. století.[14]

## Doprava
Dopravní síť
- Pozemní komunikace – Obcí prochází silnice II/244 Líbeznice - Měšice - Kostelec n. L. - Všetaty - Byšice.

- Železnice – Obec Měšice leží na železniční trati Praha - Turnov. Jedná se o jednokolejnou celostátní trať, doprava na ní byla zahájena v úseku Praha - Neratovice roku 1871. Na území obce je železniční stanice Měšice u Prahy.

### Ostatní a plánované dopravní stavby
- Katastr obce leží pod letovou cestou pro přistání na vedlejší přistávací dráhu 12/30 na mezinárodní Letiště Václava Havla Praha[15] a letovou cestou hlavní přistávací dráhy 10/28 soukromého mezinárodního Letiště Vodochody. V případě přiblížení na mezinárodní Letiště Vodochody je výška letadel přelétavajících nad středem obce zhruba 450 metrů.[16]
- Na základě Zásad územního rozvoje Středočeského kraje je v jihozápadní části katastru obce Měšice vymezena územní ochrana koridoru pro zamýšlenou dopravní stavbu koridoru Vysokorychlostní tratě Drážďany–Praha o šířce 600 metrů.[17]

Veřejná doprava 2011
- Autobusová doprava – Příměstské autobusové linky projíždějící obcí vedly do těchto cílů: Brandýs nad Labem-Stará Boleslav, Líbeznice, Odolena Voda, Praha-Ládví, Předboj, Zlonín (dopravce ČSAD Střední Čechy, a. s.), Libiš, Neratovice, Praha-Letňany (linka 351, dopravce Dopravní podnik hl. m. Prahy, a. s.).

- Železniční doprava – Stanici Měšice u Prahy obsluhuje v pracovní dny 19 párů osobních vlaků linky S3 (Praha-Vršovice - Mladá Boleslav) pražského systému Esko, o víkendech 12 osobních vlaků ČD. Rychlíky stanici projíždějí.

## Další fotografie

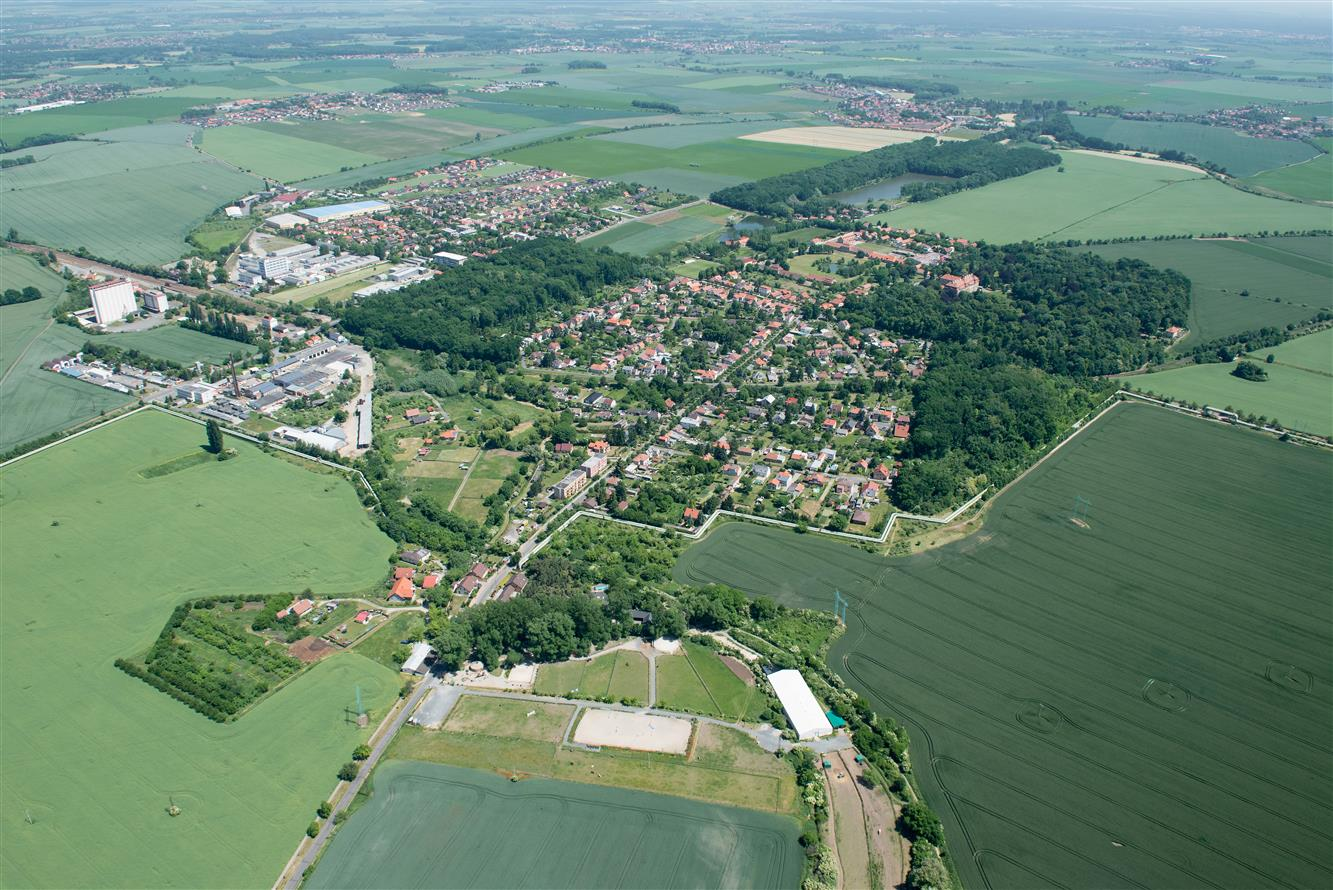
Letecký snímek obce
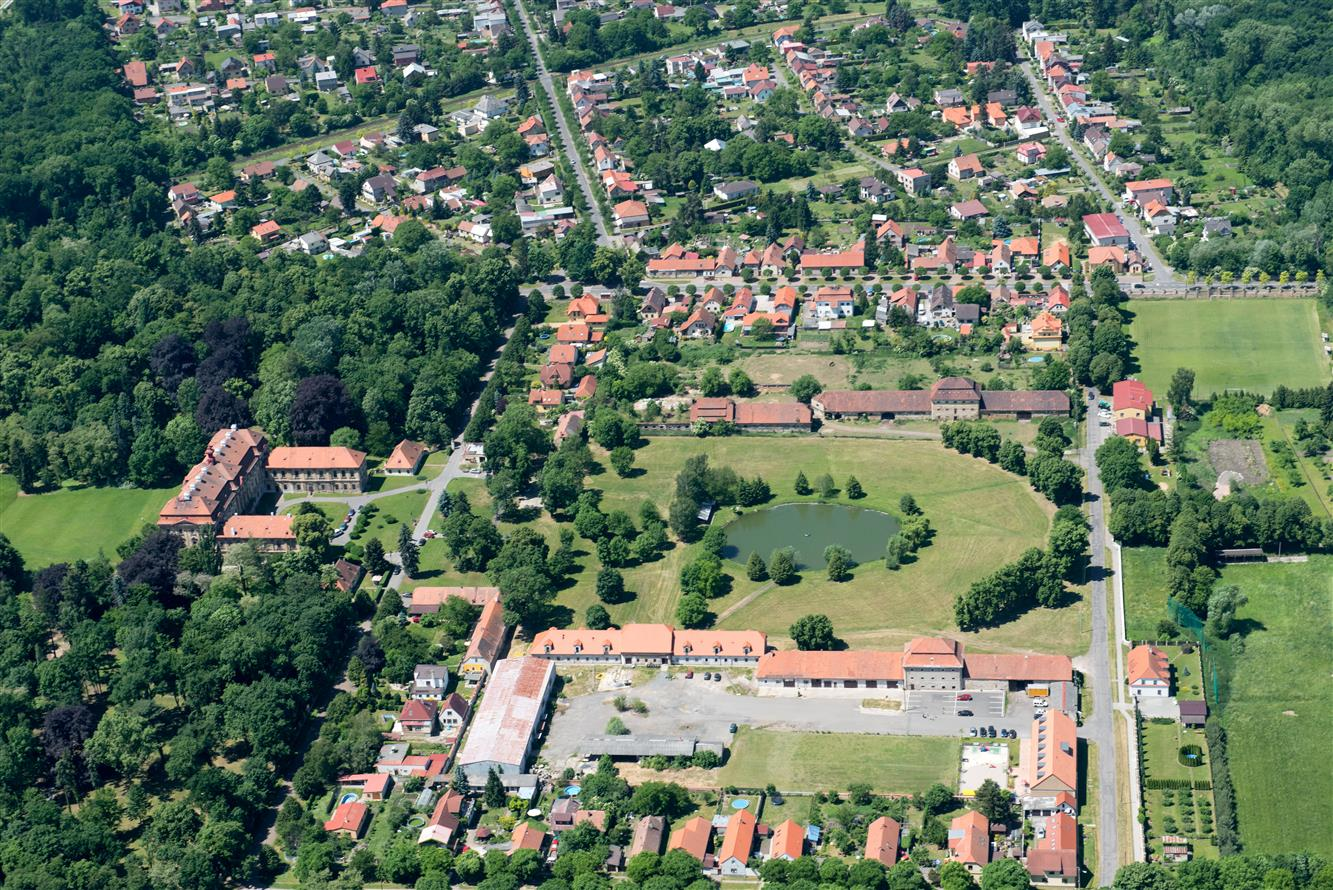
Zámek s hospodářským dvorem
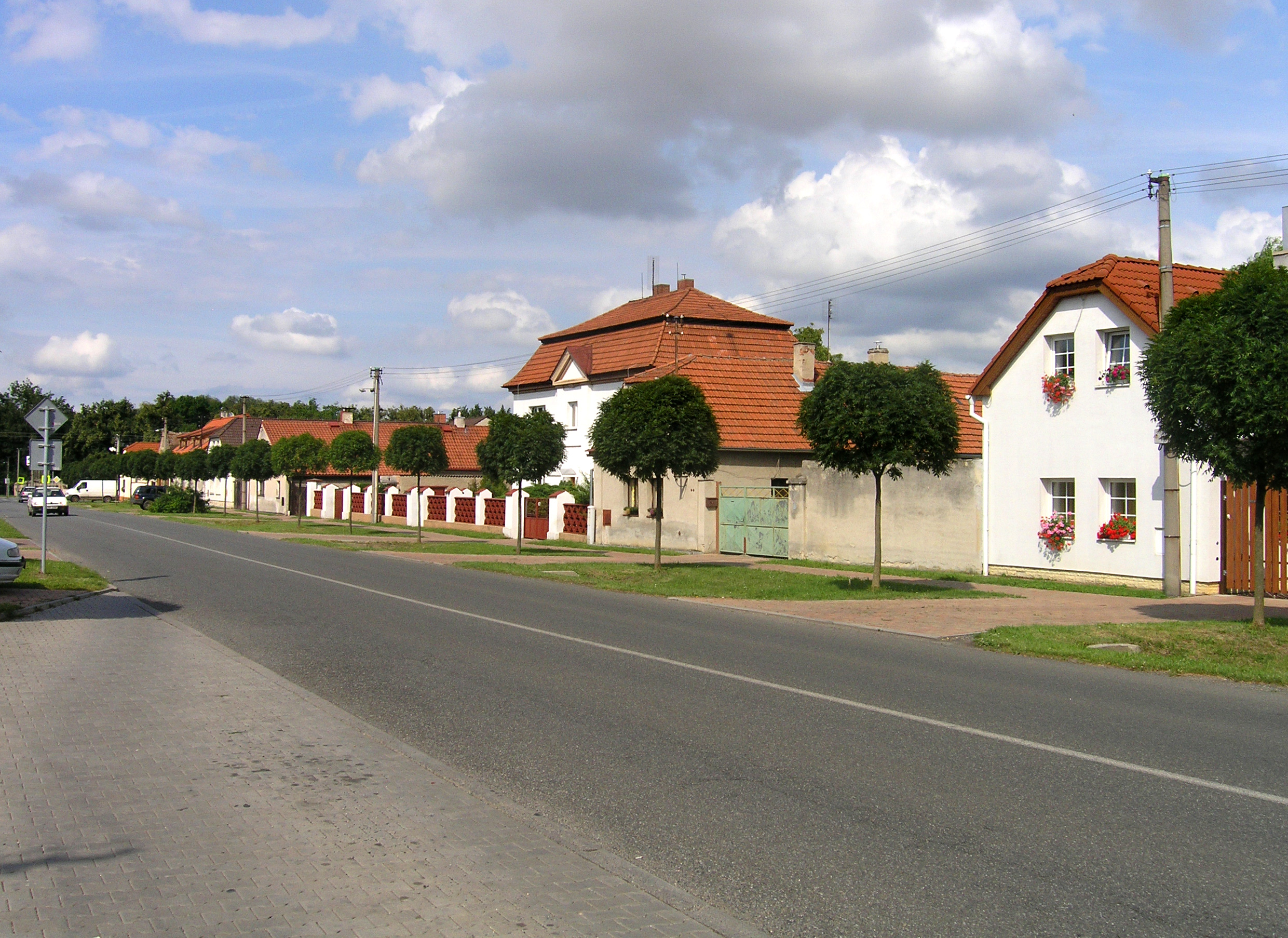
Domky na Hlavní ulici
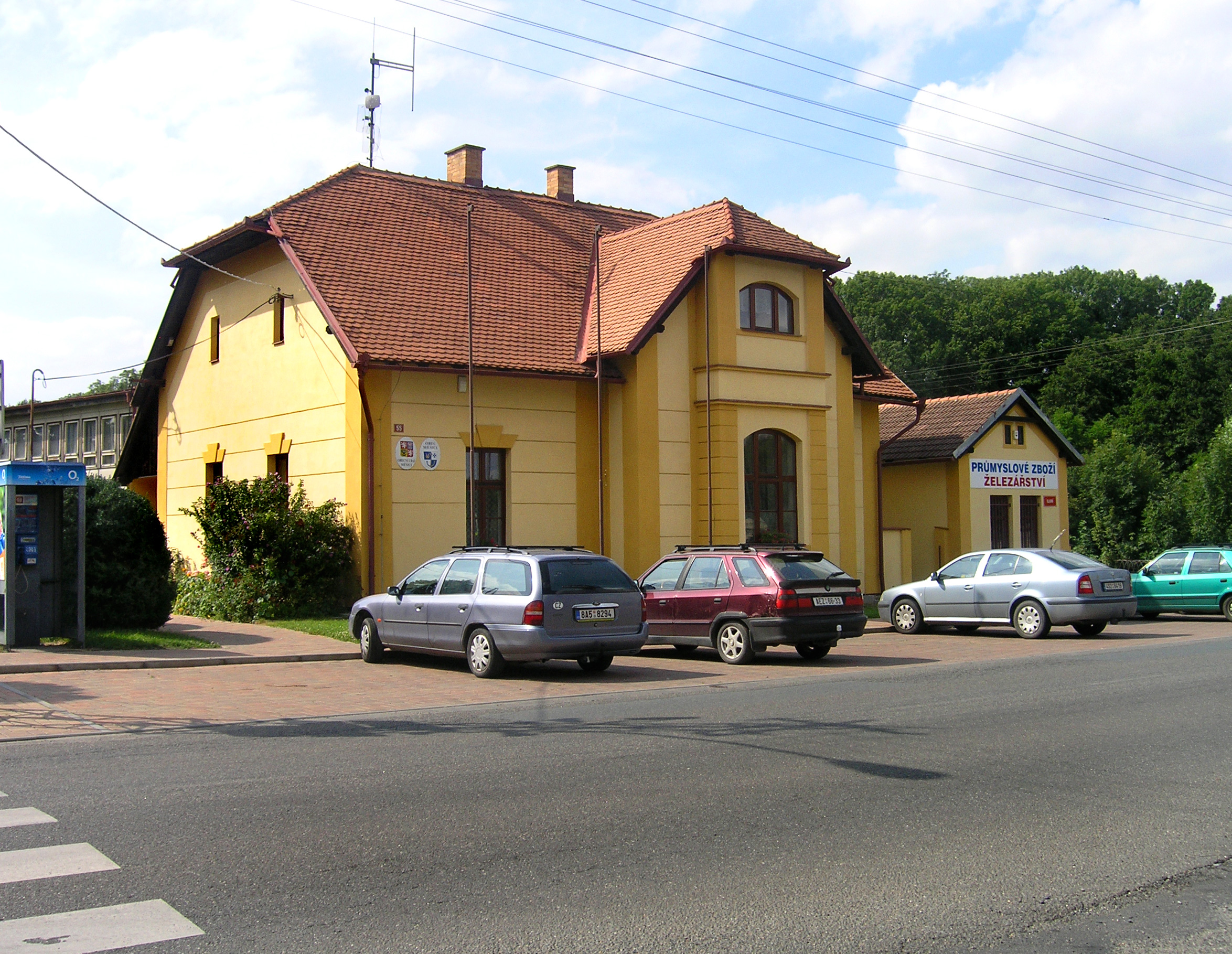
Obecní úřad
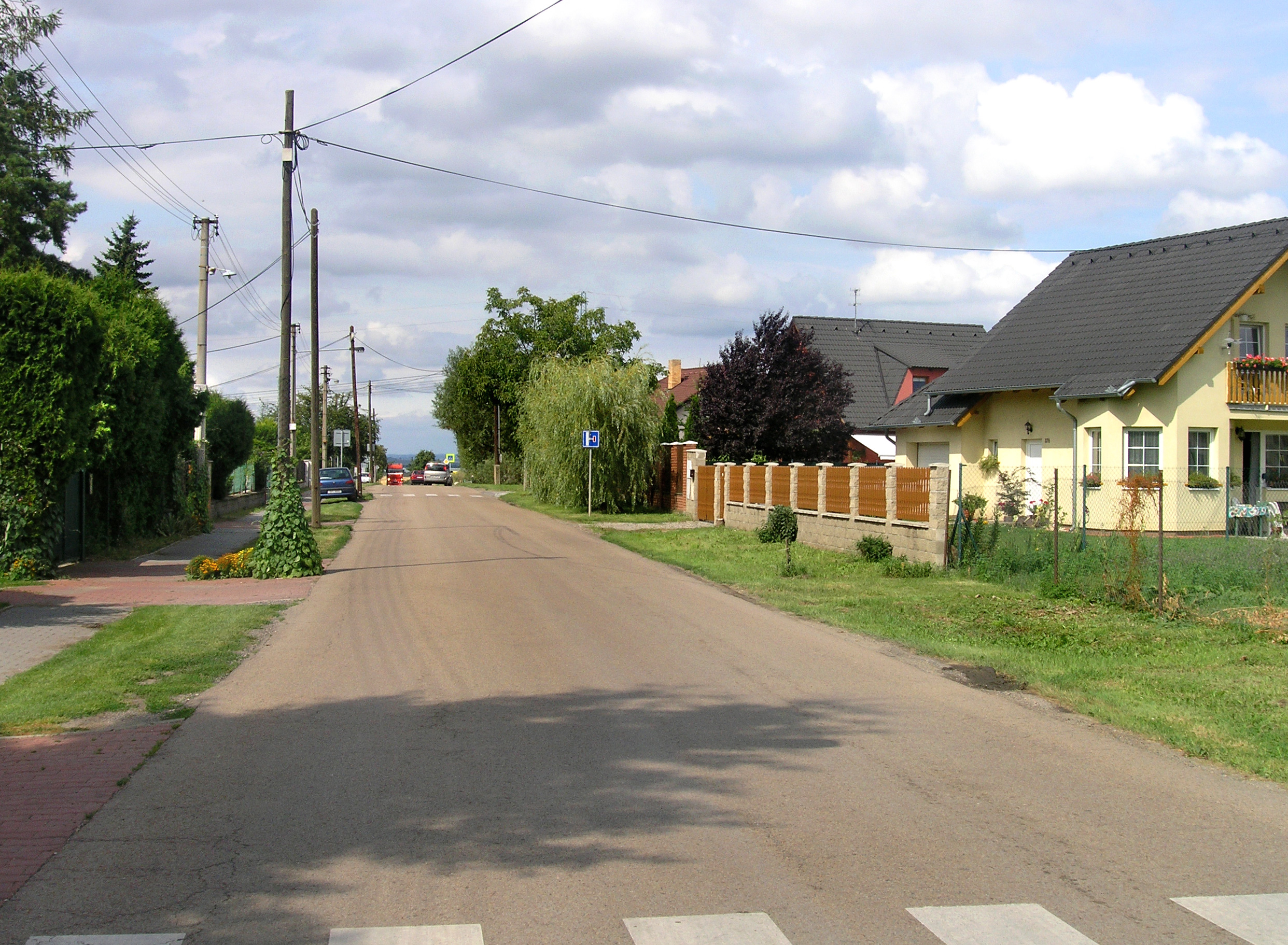
Severní část obce
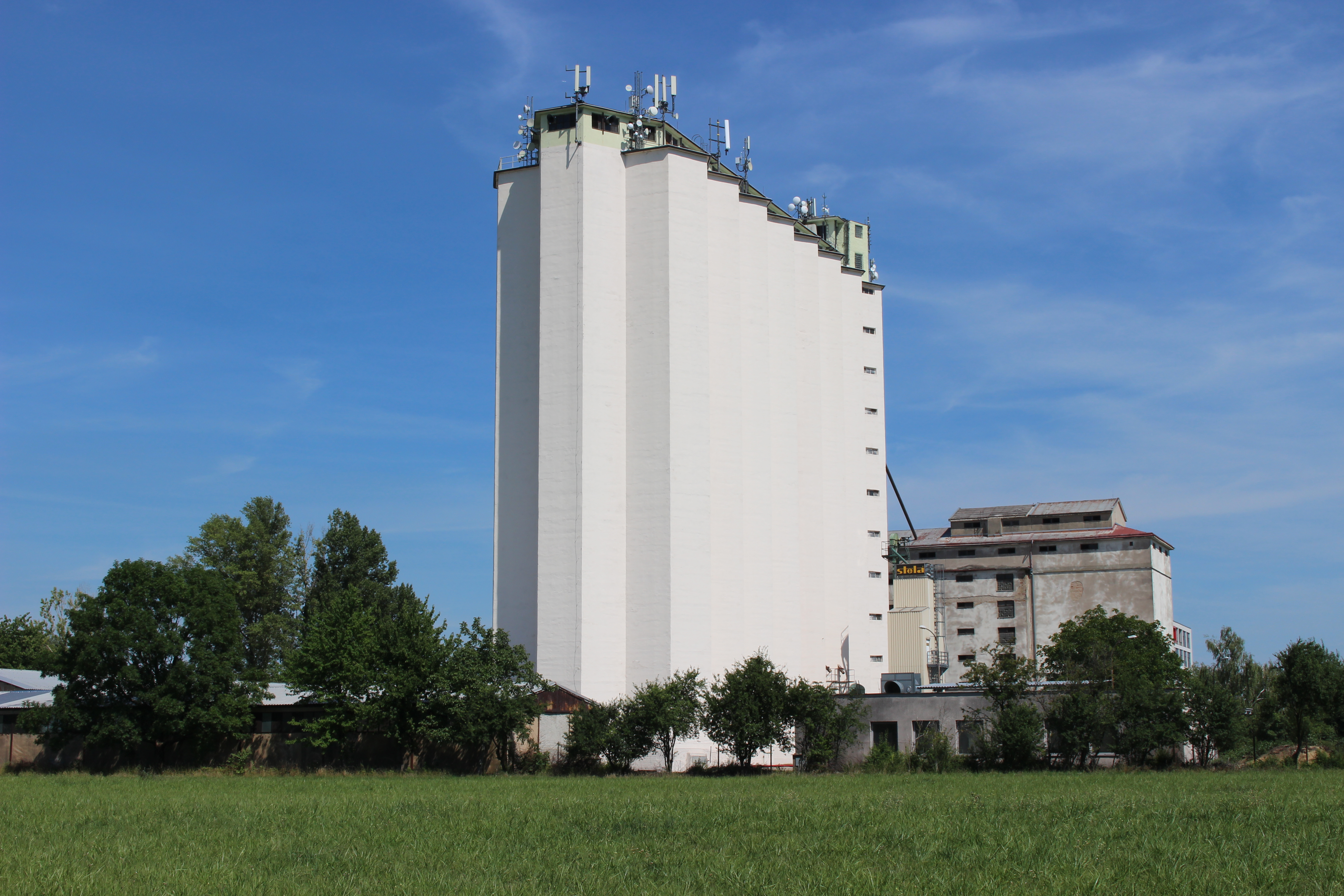
Silo u nádraží
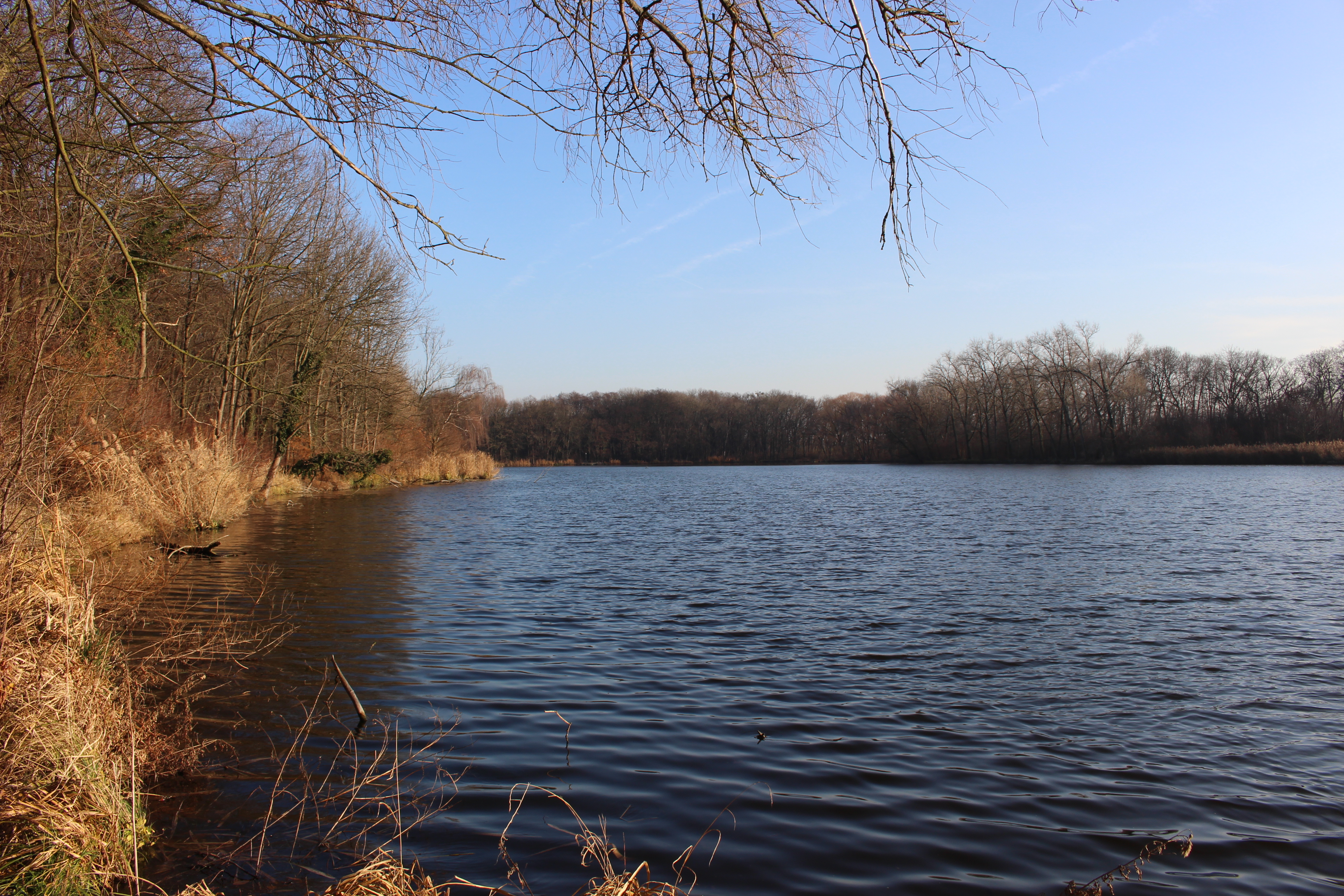
Dolní měšický rybník